# Miroslav Pendelj
Miroslav Pendelj (Vukovar, 12. svibnja 1956.), dramaturg i dramski pisac za djecu i odrasle.

## Životopis
Rođen je 12. svibnja 1956. u Vukovaru, u kojem je završio gimnaziju. Studij dramaturgije je upisao i diplomirao na Fakultetu dramskih umjetnosti u Beogradu. Radio je kao autor scenarija u obrazovnoj i redakciji dječjeg programa televizije Beograd za serije: "Kocka, kocka, kockica" i "Tebi kažem". Scenarist je dugometražnog igranog filma "Hamburg Altona".
Autor je scenarija za kratkometražni igrani film "Terasa". Snimljeno je i izvedeno oko šezdeset radio drama po njegovim tekstovima za djecu i odrasle, pretežito u žanru komedije. Autor je radio serijala "Ponoċna filmska škola". Napisao je romane "Školjka koja govori" i "Posjetitelj" u izdanju NIU Hrvatska riječ iz Subotice.

## Vanjske poveznice
- Miroslav Pendelj: Nestanak čudotvorne ikone  Arhivirana inačica izvorne stranice od 12. kolovoza 2014. (Wayback Machine), HRT, urednik Lada Martinac Kralj, emitirano: subota, 10. kolovoza 2013. 18:05
- Miroslav Pendelj u internetskoj bazi filmova IMDb-u (engl.)